# Serie A 1939-1940 (pallacanestro maschile)
Il campionato italiano maschile di pallacanestro 1939-1940 rappresenta la ventesima edizione del massimo campionato italiano di pallacanestro. Il campionato è un girone all'italiana, con partite d'andata e ritorno. La vittoria vale due punti, la sconfitta uno.
Il numero delle squadre della massima divisione viene riportato a dieci, in seguito all'ammissione della Polisportiva Giordana Genova e del GUF Milano. 
La Ginnastica Triestina torna alla vittoria, conquistando il suo quarto titolo dopo cinque stagioni di digiuno. I campioni uscenti della Borletti Milano chiudono al 7º posto, mentre alle spalle della Triestina si classificano Virtus Bologna e Pirelli Milano.

## Classifica
|  |     | Classifica finale 1939-1940 | Pt | G  | V  | P  | PtF | PtS |
|  | --- | --------------------------- | -- | -- | -- | -- | --- | --- |
|  | 1.  | Ginnastica Triestina        | 35 | 18 | 17 | 1  | 768 | 502 |
|  | 2.  | Virtus Bologna              | 31 | 18 | 13 | 5  | 621 | 499 |
|  | 3.  | Dop.Pirelli Milano          | 28 | 18 | 10 | 8  | 553 | 576 |
|  | 4.  | Reyer Venezia               | 27 | 18 | 9  | 9  | 623 | 532 |
|  | 5.  | S.S. Parioli Roma           | 27 | 18 | 9  | 9  | 554 | 591 |
|  | 6.  | G.U.F. Pavia                | 26 | 18 | 8  | 10 | 544 | 561 |
|  | 7.  | Dop.Borletti Olimpia Milano | 25 | 18 | 7  | 11 | 586 | 622 |
|  | 8.  | Pol.Giordana Genova         | 25 | 18 | 7  | 11 | 468 | 625 |
|  | 9.  | G.U.F. Milano               | 23 | 18 | 5  | 13 | 473 | 535 |
|  | 10. | Lazio Roma                  | 23 | 18 | 5  | 13 | 509 | 656 |

## Calendario
| Prima giornata |                  |              |
| 19 nov. 1939   |                  | 28 gen. 1940 |
| 31-32          | Reyer-GUF Pavia  | 19-17        |
| 24-19          | Lazio-Giordana   | 34-37        |
| 27-28          | GUF Mi-Pirelli   | 19-15        |
| 39-30          | Borletti-Parioli | 31-43        |
| 29-28          | Triestina-Virtus | 30-34        |

| Quarta giornata |                    |              |
| 10 dic. 1939    |                    | 18 feb. 1940 |
| 22-29           | Guf Pv-Borletti    | 32-30        |
| 41-25           | Reyer-Guf Milano   | 30-37        |
| 24-45           | Lazio-Virtus       | 26-29        |
| 36-37           | Giordana-Triestina | 25-53        |
| 47-40           | Pirelli-Parioli    | 31-30        |

| Settima giornata |                   |              |
| 31 dic. 1939     |                   | 19 mar. 1940 |
| 41-30            | Pirelli-Guf Pavia | 27-30        |
| 32-20            | Parioli-Reyer     | 23-43        |
| 70-40            | Triestina-Lazio   | 65-31        |
| 40-32            | Borletti-Guf Mi   | 36-20        |
| 41-19            | Virtus-Giordana   | 31-22        |

| Seconda giornata |                   |             |
| 26 nov. 1939     |                   | 4 feb. 1940 |
| 30-20            | Guf Pavia-Lazio   | 26-29       |
| 38-37            | Virtus-Reyer      | 41-33       |
| 26-24            | Giordana-Guf Mi   | 24-23       |
| 32-29            | Pirelli-Borletti  | 34-33       |
| 26-35            | Parioli-Triestina | 8-47        |

| Quinta giornata |                  |              |
| 17 dic. 1939    |                  | 25 feb. 1940 |
| 40-35           | Triestina-Guf Pv | 43-41        |
| 36-34           | Borletti-Reyer   | 34-52        |
| 25-14           | Guf Mi-Lazio     | 26-34        |
| 43-15           | Parioli-Giordana | 38-23        |
| 46-25           | Virtus-Pirelli   | 31-35        |

| Ottava giornata |                  |              |
| 7 gen. 1940     |                  | 24 mar. 1940 |
| 35-37           | Guf Pv-Giordana  | 27-22        |
| 34-21           | Reyer-Pirelli    | 30-33        |
| 33-37.          | Lazio-Parioli    | 25-32        |
| 24-27           | Guf Mi-Triestina | 52-21        |
| 39-32           | Borletti-Virtus  | 30-41        |

| Terza giornata |                      |              |
| 3 dic. 1939    |                      | 11 feb. 1940 |
| 21-30          | Guf Milano-Guf Pavia | 45-31        |
| 27-40          | Lazio-Reyer          | 28-42        |
| 22-25          | Borletti-Giordana    | 32-33        |
| 41-36          | Triestina-Pirelli    | 34-19        |
| 37-21          | Virtus-Parioli       | 35-29        |

| Sesta giornata |                   |             |
| 24 dic. 1939   |                   | 3 mar. 1940 |
| 52-30          | Guf Pavia-Parioli | 21-33       |
| 28-33          | Reyer-Triestina   | 16-37       |
| 36-33          | Lazio-Borletti    | 29-39       |
| 24-23          | Guf Milano-Virtus | 23-25       |
| 34-30          | Giordana-Pirelli  | 33-38       |

| Nona giornata |                    |              |
| 14 gen. 1940  |                    | 31 mar. 1940 |
| 42-24         | Virtus-Guf Pavia   | 22-29        |
| 26-31         | Giordana-Reyer     | 12-62        |
| 34-22         | Pirelli-Lazio      | 27-33        |
| 21-20         | Parioli-Guf Mi     | 38-37        |
| 52-26         | Triestina-Borletti | 43-28        |

## Risultati
| Risultati            | BorMI | TS    | GE    | GufMI | PV    | LazRM | ParRM | PirMI | VE    | BO    |
| -------------------- | ----- | ----- | ----- | ----- | ----- | ----- | ----- | ----- | ----- | ----- |
| Borletti Milano      |       | 28-43 | 22-25 | 40-32 | 30-32 | 39-29 | 39-30 | 33-34 | 36-34 | 39-32 |
| Ginnastica Triestina | 52-26 |       | 53-25 | 52-21 | 40-35 | 70-40 | 47-8  | 41-36 | 37-16 | 29-28 |
| Giordana Genova      | 33-32 | 36-37 |       | 26-24 | 22-27 | 37-34 | 23-38 | 34-30 | 26-31 | 22-31 |
| GUF Milano           | 20-36 | 24-27 | 23-24 |       | 21-30 | 25-14 | 37-38 | 27-28 | 37-30 | 24-23 |
| GUF Pavia            | 22-29 | 41-43 | 35-37 | 31-45 |       | 30-20 | 52-30 | 30-27 | 17-19 | 29-22 |
| Lazio Roma           | 36-33 | 31-65 | 24-19 | 34-26 | 29-26 |       | 33-37 | 33-27 | 27-40 | 24-45 |
| Parioli Roma         | 43-31 | 26-35 | 43-15 | 21-20 | 33-21 | 32-25 |       | 30-31 | 32-20 | 29-35 |
| Pirelli Milano       | 32-29 | 19-34 | 38-33 | 15-19 | 41-30 | 34-22 | 47-40 |       | 33-30 | 35-31 |
| Reyer Venezia        | 52-34 | 28-33 | 62-12 | 41-25 | 31-32 | 42-28 | 43-23 | 34-21 |       | 33-41 |
| Virtus Bologna       | 41-30 | 34-30 | 41-19 | 25-23 | 42-24 | 29-26 | 37-21 | 46-25 | 38-37 |       |

## Verdetti
- Campione d'Italia:  Ginnastica Triestina

Formazione: Luciano Antonini, Giuseppe Bernini, Ambrogio Bessi, Albino Bocciai, Bruno Caracoi, Mario Cattarini, Umberto De Feo, Livio Franceschini, Mario Novelli, Bruno Renner, Livio Segulin. Allenatore: Attilio De Filippi.
- Retrocesse in serie B: GUF Milano, Lazio Roma